# Castello Lanzun
Hrad Lanzun, dřívější pevnost na Maltě (Torri Ta Lanzun nebo Castle of the Lance) je oficiálním sídlem pařížsko-maltské obedience Vojenského a špitálního řádu svatého Lazara Jeruzalémského.

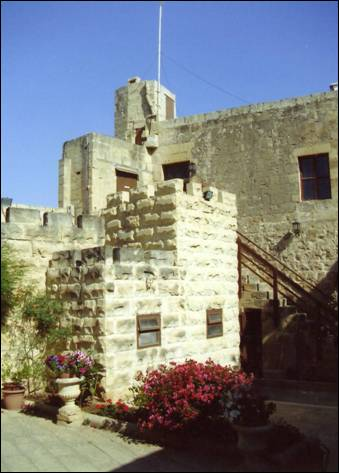
Nádvoří hradu

Hrad Lanzun, původně statek postavený v 15. století, obdržel své jméno podle jednoho ze svých obyvatel ze 17. století – Wenzi Lanzun z Vittoriosi, který zde žil v průběhu morové epidemie roku 1676. Stavební změny provedené během let 1713 rozšířily a posílily budovu a proměnily ji v pevnost, která později sloužila jako útočiště pro místní obyvatele během pirátských útoků. Také občas sloužila jako lovecká pevnost pro velmistry Řádu sv. Jana. Během druhé světové války byl hrad používán jako pozorovatelna a byl těžce poškozen při nepřátelských akcích. V roce 1972 jej koupil Lt.Col. Robert Gayre z Gayre a Nigg, který jej předal Řádu svatého Lazara. Dne 12. května 1973 velmistr Vojenského a špitálního řádu svatého Lazara Jeruzalémského Don Francisco de Borbón y de Borbón otevřel Castello Lanzun na Maltě jako oficiální sídlo Řádu.
Dne 17. září 2010 navštívil hrad patriarcha Řehoř III. Laham, který se zde zúčastnil recepce a mše pořádané řádem během své několikadenní návštěvy Malty.
V roce 2013 proběhla v pevnosti slavnost k uctění 40. výročí působení Řádu v Castello Lanzun na Maltě. Slavnosti se zúčastnil nejen velmistr pařížsko-maltské obedience Carlos Gereda de Borbón, markýz de Almazán, ale také 14 představitelů zahraničních jurisdikcí a na 300 rytířů a dam.